# Église de Veteli
L'église de Veteli (en finnois : Vetelin kirkko) est une église située à Veteli en Finlande,.

## Description
L'édifice est conçu par Carl Ludvig Engel et construit sous la direction de Heikki Kuorikoski.
L'orgue principal à 27 jeux est réalisé en 1939 par la fabrique d'orgues de Kangasala.
En 1979, la fabrique livrera aussi des orgues à 11 jeux.
Dans la cour, on peut voir de nombreux mémoriaux dont la statue aux héros de la guerre d'Ilmari Wirkkala.